# 海梅三世
馬約卡的海梅三世（西班牙語：Jaime III de Mallorca，1315年4月5日—1349年10月25日），馬約卡國王，1324年至1344年在位。
1324年桑喬一世去世，九歲的海梅成為馬約卡國王，由叔叔費利佩擔任攝政。成年後的海梅拒絕向亞拉岡國王效忠，被觸怒的亞拉岡國王佩德羅四世於1344年出兵佔領馬約卡，廢黜了海梅三世。

## 家庭
1336年，海梅三世與佩德羅四世的姐姐康斯坦莎結婚，兩人共有1子1女：
1. 海梅四世（英语：James IV of Majorca）（1336年—1375年），馬約卡王位宣稱者
2. 伊莎貝爾（英语：Isabella of Majorca）（1337年—1406年），蒙費拉特藩侯夫人